# 杨思恭
杨思恭（？—945年），绰号杨剥皮，中国五代十国时期政权闽国及其分支政权殷国官员。他是殷国唯一的皇帝、后来成为闽国皇帝的王延政的宠臣，以对百姓严苛抽税闻名，导致百姓背弃王延政而欢迎入侵的南唐军队，导致了闽国的灭亡。

## 效力王延政
史籍对杨思恭的家世包括生年都记载不详，只载他是建阳人。
杨思恭少年时俊爽好学有心计，事闽康宗王昶为同安尉。大约永隆三年（941年），王延政作为皇弟被封为富沙王、任镇武军节度使（军部在建州）时，闻杨思恭名，辟为节度巡官。
五年（943年）二月，陷入和其兄闽景宗王曦的内战的王延政建立殷国称帝，起初任杨思恭为兵部尚书，再迁仆射，录军国事，实际与被拜为同中书门下平章事的吏部尚书潘承祐同为宰相。杨思恭因善于聚敛而得到王延政的宠信，他增加田亩山泽之税，对鱼盐蔬果也都加倍征税，因而路人侧目，被称为“杨剥皮”。五月，潘承祐上书指出他认为王延政应该改善的十项政策，其中一条即杨思恭的夺民衣食，百姓归怨皇帝，群臣不敢说。王延政却削潘承祐官爵，勒令其回家。
天德三年（945年）时，王延政已统治闽国全境且称闽帝，却面临西北面南唐枢密副使查文徽的统兵入侵。王延政派杨思恭督统军使陈望统军万人前去抵抗，陈望在河水南岸立栅，唐军不敢进攻。但杨思恭却强调王延政的命令，督促陈望出战。陈望强调唐士兵精锐，将领习武，国之安危在此一举，只有确保万全才能行动。杨思恭怒道：“唐兵深侵，陛下寝不交睫，委军事于将军。现在唐军不出数千，跋涉山川，没有军粮，将军拥众一万多，兵强马壮，乘危和对方决战是以石破卵，一旦旷日持久，唐军营垒坚固粮食完备，还有何指望！将军受国家重恩，应该尽死力立功以报万一，如果不乘其未定而击之，唐军害怕自退了，将军无功，有何面目见陛下！”陈望被迫率军过河进攻唐军，被唐应援使祖全恩出奇兵大破，闽军溺死者很多，陈望死，杨思恭仅以身免逃回建州。建州人为王氏内乱和杨思恭重敛所苦，争相伐木开路迎接唐军，查文徽围建州。

## 身亡
八月，唐军破建州，王延政投降，杨思恭也随之前往南唐都城金陵。十月，南唐皇帝李璟以王延政为羽林大将军，且为了安抚建州人，在金陵斩了杨思恭。

## 评价
- 《十国春秋·杨思恭传》：闽之亡，实思恭为罪首云。
- 《十国春秋》论曰：至思恭，掊克剥民，用乂讐敛，区区小国，遂至不祀，欲保其首领得乎！